# MGallery

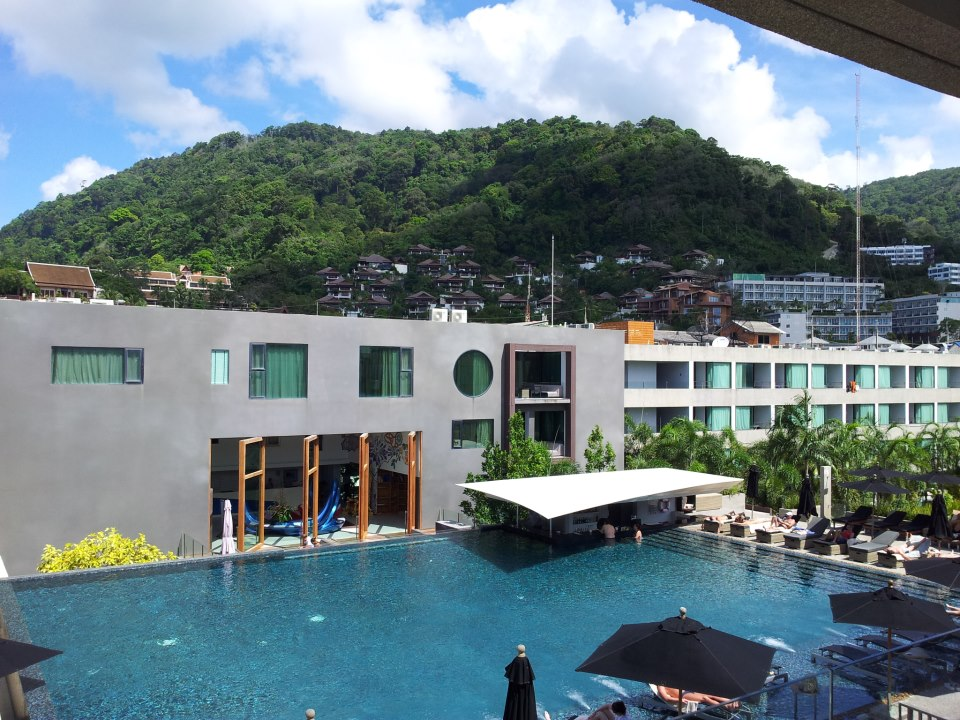
B-Lay Tong Phuket, um hotel MGallery Collection

MGallery, encurtado de Mercure Gallery, é uma coleção de 50 hotéis boutique em 21 países que oferecem arquitetura luxo, design e serviços internos.   Cada hotel e resort MGallery tem um forte foco em cultura e do património local.
Em 19 de fevereiro de 2015 Accor anunciou o acordo de venda e gestão para o hotel MGallery Zurique. O acordo foi feito com um investidor privado que já é um franqueador Accor. O valor da venda foi de 55.000.000 € ou o equivalente a € 355K por quarto. O preço total incluiu 32.000.000 € para o edifício como é, e um compromisso de € 23 milhões para reformas. 